# ザ・ディズニーランド・メモリアル・オージー
ザ・ディズニーランド・メモリアル・オージー（The Disneyland Memorial Orgy、ディズニーランド記念乱交パーティー）は、アメリカ合衆国の漫画家ウォリー・ウッドによって描かれ、ポール・クラスナーの前衛ユーモア雑誌『ザ・リアリスト』に掲載された一コマ漫画である。多数のディズニー映画に登場するキャラクター達の放埓な振る舞いを描いて欲しいとのクラスナーの要請により描かれたこの作品は、ウォルト・ディズニーの死の直後に発表された。

## 経緯
『ザ・ディズニーランド・メモリアル・オージー』は『ザ・リアリスト』誌の1967年5月号に初掲載され、クラスナーはポスターとして大判サイズのイラストも出版し、数千部が販売された。ウッドによる原画は印刷会社から盗難された。クラスナーはこの作品のアイデアを、1966年12月15日のウォルト・ディズニー死去と「神は死んだ」というミームから思い付いた。
| 「 | それは「神は死んだ」というタイム誌のあの有名な表紙の数年後であり、ミッキー・マウスやドナルド・ダックやグーフィーやその他諸々のキャラクター達すべてにとって、正にディズニーこそが神であった事に私は気付いた。ディズニーは彼らの創造主であり、彼らの卑しい本能を抑制していたが、今や彼らは抑圧から解放され、どんちゃん騒ぎを催しているかもしれないのだ。 | 」 |

クラスナー自身はウォルト・ディズニー・カンパニーからは訴えられなかったが、ディズニー社はこの作品の彩色された海賊版ポスターを出版していたサイケデリック・ポスター出版業者のサム・リッジに対し法的措置を取り、和解に持ち込んだ。『ザ・ディズニーランド・メモリアル・オージー』はアメリカ合衆国著作権法の幾つかの解釈を説明する際にしばしば引用される。すなわち、元作品を風刺あるいは批評を目的として部分的に複製する事は許可されるが、純粋な商業目的によりそれらを再生産する事は禁止される。

## 内容
漫画内に登場する64名のディズニーキャラクターの内の約三分の一のみが積極的に性行為を行おうとするか、あるいは性行為を受け入れようとしている。ほとんどの者は他者の性行為を覗き見ているのみである。少数の者は性交以外の行為に耽っている。下段左側では朦朧とした目付きのミッキーマウスが自分の腕に注射器を差しており、麻薬中毒者の用いる器具が彼の足元に散らばっている。その隣では邪悪なにやにや笑いを浮かべたプルートが、ミッキーマウスの真面目な顔を描いた大きな絵に小便を引っ掛けている。バンビに登場する小うさぎの一匹は、男根を思わせるアイスクリームをしゃぶる事で、おそらくは大食の罪を表現している。上段左側では空飛ぶゾウのダンボが、空中からドナルド・ダックの頭の上に排便したところである。
その全景で繰り広げられる活劇はウィリアム・ホガースの風刺画やヒエロニムス・ボッシュの様な巨匠等による中世の描写を彷彿とさせる。画面左上の装飾では、ウォルト・ディズニーの事業の利益主義に対するさりげないほのめかしが行われている。
このポスターは本来は白黒印刷であったが、2005年にポール・クラスナーはCGにより彩色されたバージョンを発行した。